# HD 15646
HD 15646，又名CP-64 174，SAO 248567、HR 734，是一颗恒星，视星等为6.37，位于銀經287，銀緯-49.73，其B1900.0坐标为赤經2h 25m 44.2s，赤緯-64° -49.73′ 47″。